# Edelsitz Rosenstein (Grieskirchen)

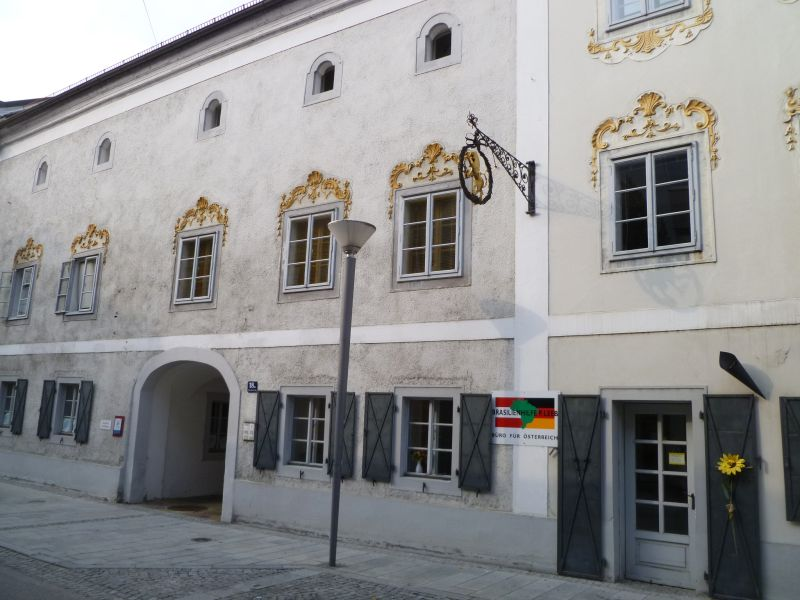
Westlicher Trakt des Rosenstein in Grieskirchen

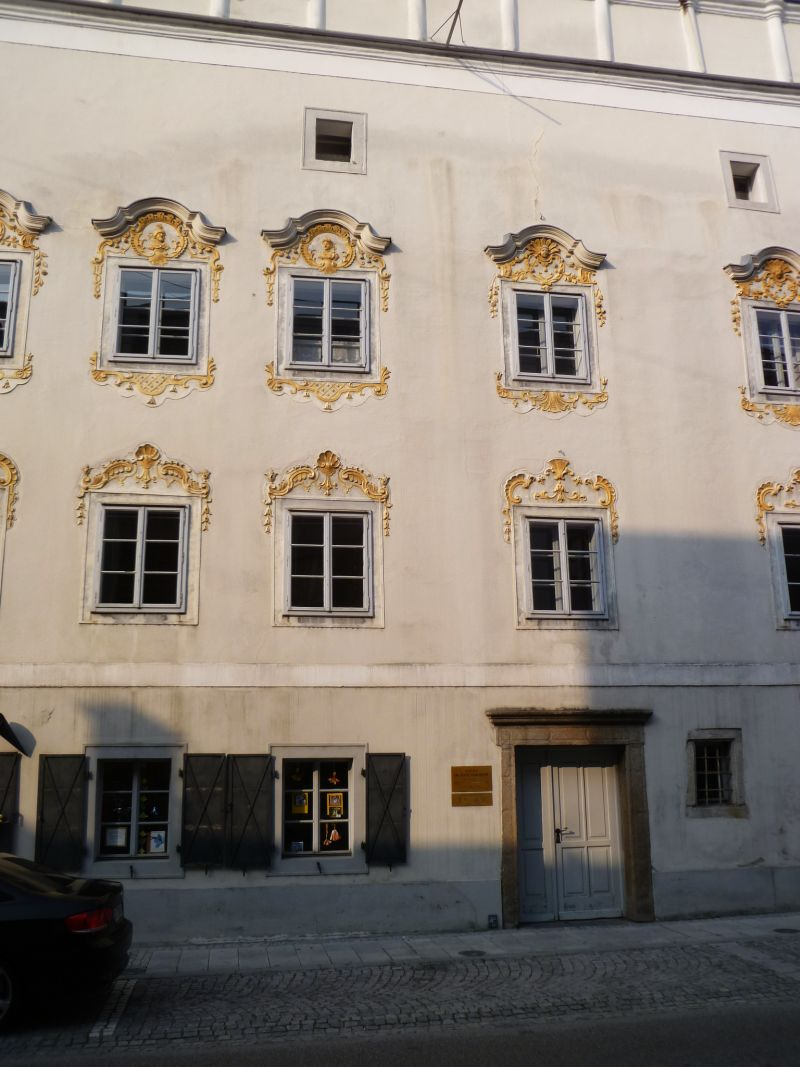
Östlicher Trakt des Rosenstein in Grieskirchen

Der ehemalige Edelsitz Rosenstein befindet sich in der Stadt Grieskirchen in Oberösterreich.

## Geschichte
Ursprünglich dürfte der Rosenstein zur Grundobrigkeit der Polhaimschen Herrschaft von Parz gehört haben. Erstmals ist dieser Freisitz zugleich wie die Manglburg 1639 als Eigentum des Gundaker Hugl „von der Manglburg, zum Rosenstein an der zeit Pfleger zu Peuerbach“ genannt. Der Rosenstein wurde im Jahr 1639 durch Kaiser Ferdinand III. mit den adeligen Freiheiten ausgestattet. Während die Manglburg nach dem Tode Hugls an seinen Schwiegersohn Albert Pusch überging, wurde Dr. Franz Posch († 1662), ein ehemaliger Lambacher Hofrichter, der sich dann „zum Rosenstein“ nannte, Nachfolger im Besitz des Rosensteins. Im Siegel von Posch findet sich ein ovaler, geteilter Schild. Oben liegen drei Sterne nebeneinander, darunter sprießen aus einem Dreiberg sieben beblätterte Stängel mit jeweils drei Rosen. Auch auf dem Helm über dem Schild befindet sich der Dreiberg mit sieben Rosenstengeln. Allerdings ist dieses Wappen im Wiener Adelsarchiv nicht bezeugt.
Auf dem Erbweg gelangte der Besitz an Maria Clara von Salburg († 1698), geborene Hörlin von Watterstorf auf Grubhofen und nun auch Frau zum Rosenstein. Diese war die Witwe von Johann Achaz von Salburg und bezog den Rosenstein als Witwensitz. Dann kam der Grieskirchener Ratsbürger Franz Gottlieb Stockhammer in dessen Besitz und wurde von Kaiserin Maria Theresia am 6. August 1759 mit dem Prädikat „von Rosenstein“ geadelt (In seinem Wappen sind im unteren Teil drei Berge mit sieben hervorstehenden, roten Rosen, ein Verweis auf die Vorbesitzer). Der geadelte Franz Gottlieb blieb kinderlos. Nach seinem Tode († 1764) und dem seiner Gattin Anna Franzisca Klinger von Klingerau (im selben Jahr) kam der Rosenstein vermutlich in bürgerlichen Besitz.

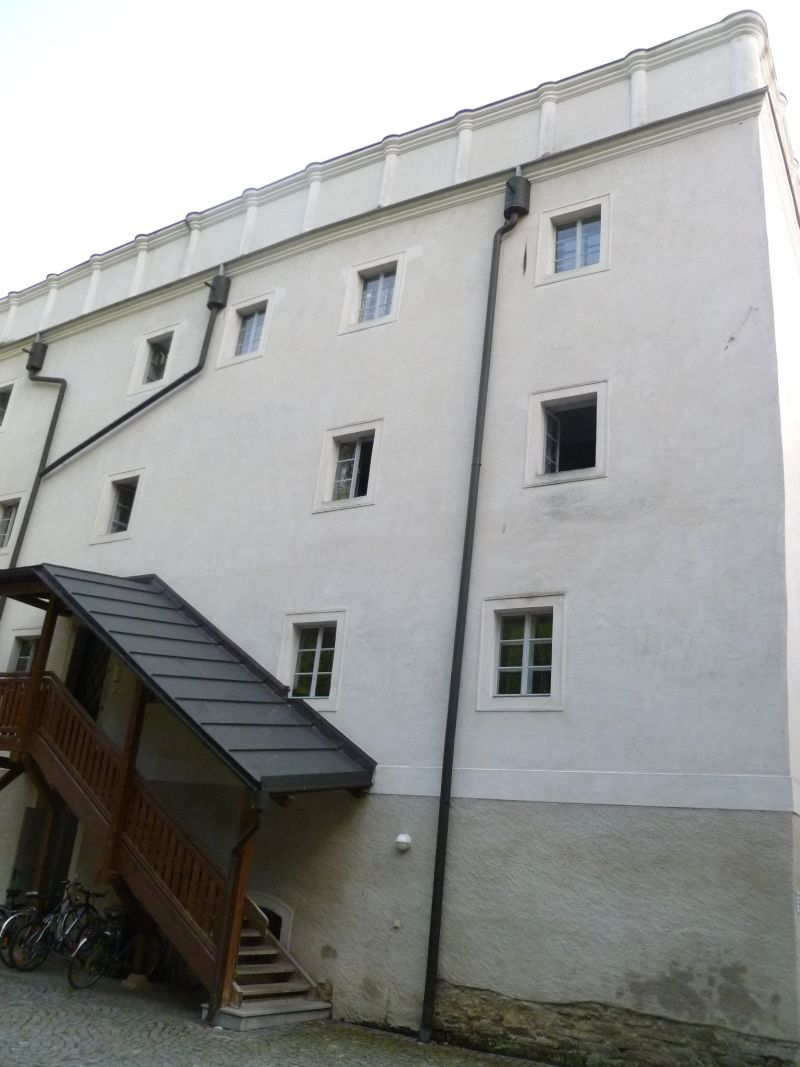
Rückseite des Rosenstein

## Edelsitz Rosenstein heute
Das Gebäude befindet sich heute in der Prechtlerstraße 18 in Grieskirchen. Der Gebäudekomplex besteht aus zwei aneinander stoßenden Häusern, von denen das westliche, einstöckige Gebäude fünf Fenster mit einer Reihe darüber liegender Dachluken besitzt und das östliche, zweistöckige sieben Fenster mit einzelnen Dachluken zeigt. Die Fenster der ersten Stockwerke beider Gebäude liegen in einer Flucht. Die Fensterstöcke sind mit reichhaltigen, muschel- und blätterornamentierten Stuckaturen umrahmt. Die Fenster im zweiten Stockwerk des östlichen Traktes zeigen portraitähnliche Männer-, Frauen- und Kinderköpfe. Das östlichste Fenster besitzt einen mit Lorbeer bekränzten Männerkopf italienischen Stils. Nur über dem Fenster über dem granitenen Eingangsportal ist kein Menschenkopf angebracht. Im westlichen Trakt ist in der Fensterdekoration des 1., 2. und 5. Fensters je eine Rose zu sehen, ein deutlicher Hinweis auf den Rosenstein bzw. das Wappen der Vorbesitzer Posch und Stockhammer. Die Gebäude sind im italienischen Stil erbaut, was früher durch ein Flachdach noch besser zum Ausdruck kam. Einen entsprechenden Eindruck davon kann durch die Hinteransicht des Gebäudes erhalten, die als Hausabschluss eine Balustrade trägt. Als Erbauer beider Häuser kommen die Polheimer in Frage, von denen etliche Mitglieder an italienischen Universitäten studierten.